# Litoria adelaidensis
Litoria adelaidensis es una especie de anfibio anuro de la familia Pelodryadidae.

## Distribución geográfica
Es originaria de la costa suroeste de Australia.
Adultos pueden crecer a 4.5 cm.  Son de color marrón pálido a verde brillante. Tienen rayas en los costados. Las ranas adultas viven cerca de la costa o tierra adentro y permanecen cerca de cuerpos de agua.
Ponen sus huevos en plantas subacuáticas. Los renacuajos son de color claro con rayas en los costados y pueden crecer hasta 5.5 cm de largo. Tienen dos hileras de dientes en la mandíbula superior y tres en la mandíbula inferior.
Aunque el nombre latino de esta rana proviene de la ciudad Adelaida, las ranas no viven en Adelaida.